# Siège de Guernesey
 (février 2018).
Guerre de Cent Ans
Batailles
Le siège de Guernesey, aussi appelé Descente des Aragousais, a lieu en mai 1372 pendant la guerre de Cent Ans.

## La reprise des hostilités
Depuis 1369, la guerre de Cent Ans a repris entre la France et l'Angleterre. Les offensives de 1369-1370 ont abouti à une victoire française et la perte de la plupart des possessions anglaises sur le continent. L'Aquitaine est encore aux mains des Anglais mais les attaques françaises s'y poursuivent là-bas. Après une brève interruption des combats en 1371, le conflit se poursuit au printemps 1372. Charles V le Sage décide d'attaquer La Rochelle et essaie de déstabiliser Édouard III en soutenant les revendications du gallois Owain Lawgoch. Ce dernier est l'héritier de Dafydd ap Gruffydd, dernier prince de Galles détrôné par l'Angleterre en 1283. Owain adresse le 10 mai 1372 une lettre de défi au roi d'Angleterre, dont le fils aîné Édouard de Woodstock est titré prince de Galles.

## Le siège de Guernesey
Ayant sous ses ordres 800 soldats français et quelques gallois exilés, Owain débarque peu après sur l'île anglaise de Guernesey. Cette attaque est en réalité une diversion pour laisser du temps à Charles V pour prendre le port stratégique de La Rochelle. Owain jette l'ancre dans la baie de Vazon et est attaqué dès son débarquement par les milices locales, qu'il met en déroute. Il les rattrape et les bat à nouveau à deux lieues du château Cornet.
Après ce premier succès, Owain emmène ses troupes vers le château Cornet, qui est commandé par le gouverneur anglais Aymon Rose. Rose résiste tant bien que mal au siège français, notamment grâce aux vivres et à l'artillerie présentes au sein de la forteresse. Il mène même un raid nocturne dans le campement français. Rose est néanmoins sur le point d'abandonner Château Cornet, après avoir perdu de nombreux hommes lors du siège. 

## Le retrait d'Owain Lawgoch
L'expédition française doit être abandonnée lorsque Charles V décide qu'il a besoin des services d'Owain en tant que soldat lors du siège de La Rochelle. En se rendant vers La Rochelle, Owain et son armée en profitent pour rançonner Jersey. Même s'il a échoué de peu lors du siège de Guernesey, Owain montre ses qualités de stratège au cours de l'été, en capturant notamment Jean III de Grailly, captal de Buch, à Soubise.